# The Baltic Times
The Baltic Times est un journal hebdomadaire trans-national de langue anglaise, publié à Riga, en Lettonie, depuis 1996.
Issu de la fusion des journaux The Baltic Independent et The Baltic Observer, il a vocation à couvrir toute l'actualité des trois Pays baltes (Estonie, Lettonie et Lituanie) et des pays voisins dans une langue véhiculaire — l'anglais — étrangère à la région, mais comprise par une fraction non négligeable de la population de chacun des trois pays, dans lesquels sont parlés des langues de souches différentes :
- l'estonien, langue ouralienne parlée en Estonie ;
- deux langues baltes orientales, étroitement apparentées entre elles :
  - le letton, parlé en, Lettonie ;
  - le lituanien, parlé en Lituanie.

Son siège social se trouve à Riga, capitale de la Lettonie, mais le journal dispose de bureaux à Tallinn, capitale de l'Estonie et à Vilnius, capitale de la Lituanie.